# Nagaza
Nagaza (em árabe: نجازا; romaniz.: Naggaza) foi um distrito da Líbia. Segundo uma das duas listas de subdivisões da Líbia para o ano de 1995, foi criado naquele ano e sua população era de 244 553 habitantes. O relatório que cita-o, porém, não faz menção a sua capital e sua localização na Tripolitânia, dada a escassez de de informações, é somente aproximada.